# Ходаевский сельский округ
Ходаевский сельский округ — упразднённая административно-территориальная единица, существовавшая на территории Чеховского района Московской области в 1994—2004 годах.
Ходаевский сельсовет был образован в первые годы советской власти. По данным 1919 года он входил в состав Молодинской волости Подольского уезда Московской губернии.
В 1926 году Ходаевский с/с включал деревни Прудки, Ходаево и Якшино, а также мелиоративное товарищество «Новый Свет».
В 1929 году Ходаевский с/с был отнесён к Лопасненскому району Серпуховского округа Московской области. При этом к нему был присоединён Больше-Петровский с/с.
17 июля 1939 года к Ходаевскому с/с был Скурыгинский сельсовет (селения Скурыгино и Слепушкино).
14 июня 1954 года к Ходаевскому с/с были присоединены Венюковский и Чернецкий с/с.
22 июня 1954 года из Ходаевского с/с в Чепелёвский было передано селение Сергеево.
15 июля 1954 года Лопасненский район был переименован в Чеховский район.
3 июня 1959 года Чеховский район был упразднён и Ходаевский с/с отошёл к Серпуховскому району.
2 июля 1959 года из Ходаевского с/с в Клёновский с/с Подольского района были переданы селения Канищево и Чернецкое.
1 февраля 1963 года Серпуховский район был упразднён и Ходаевский с/с вошёл в Ленинский сельский район. 11 января 1965 года Ходаевский с/с был возвращён в восстановленный Чеховский район.
3 февраля 1994 года Ходаевский с/с был преобразован в Ходаевский сельский округ.
2 июля 2004 года Ходаевский с/о был упразднён, а его территория передана в Стремиловский сельский округ.